# Prometheus-Maus
Die Prometheus-Maus (Prometheomys schaposchnikowi) ist ein Säugetier aus der Unterfamilie der Wühlmäuse (Arvicolinae). Die Gattung Prometheomys ist monotypisch mit der Prometheus-Maus als einziger Art. Die Prometheus-Maus ist ein Endemit der Kaukasusregion, die sie in mehreren geografisch voneinander isolierten (disjunkten) Teilarealen besiedelt. Die Tiere leben dort ausschließlich unterirdisch in offenen Bereichen mit dichter Bodenvegetation. Die Prometheus-Maus wird von der IUCN als Art der Vorwarnliste („near threatened“) geführt.
Der Name des Nagetiers bezieht sich auf Prometheus aus der griechischen Mythologie, der im Kaukasus angekettet wurde.

## Merkmale
Die Prometheus-Maus ist eine recht große Wühlmaus mit in Anpassung an die unterirdische, grabende Lebensweise sehr kleinen Augen, fast im Fell verborgenen Ohren und sehr langen Krallen an den Vorderfüßen. Die Kopf-Rumpf-Länge beträgt 115–180 mm, die Schwanzlänge 36–60 mm, die Länge der Hinterfüße 20–25 mm und die Ohrlänge 10–15 mm. Die Tiere wiegen 56–88 g. Das Fell ist auf der Oberseite rötlich braun, auf der Unterseite rosa zimtfarben mit kaum ausgeprägter Trennlinie zwischen Unter- und Oberseite. Der Schwanz ist einfarbig braun behaart, die Spitze ist häufig weiß.

## Verbreitung und Lebensraum
Die Art ist ein Endemit der Kaukasusregion; das Verbreitungsgebiet umfasst mehrere geografisch voneinander isolierte (disjunkte) Teilareale in Georgien, der Russischen Föderation und im äußersten Nordosten der Türkei. Die Tiere bewohnen vor allem nährstoffreiche Wiesen an Berghängen mit langer Schneebedeckung, kommen aber auch auf Waldwiesen und im Kulturland vor. Sie benötigen grabfähige Böden. Die Prometheus-Maus kommt in 1.500 bis 2.800 m Höhe vor.

## Lebensweise
Die Tiere leben überwiegend unterirdisch in lockeren Kolonien, die eine Fläche von 200 bis 500 m² umfassen können. Sie legen verzweigte unterirdische Gangsysteme an, die Nester bestehen aus trockenem Gras und befinden sich bis zu einem Meter unter der Erdoberfläche. Die Erde wird beim Graben mit den langen Vorderkrallen gelöst und dann an den Eingängen zum Bau an die Erdoberfläche transportiert und dort angehäuft. Die wohl ausschließlich pflanzliche Nahrung wird unter- und oberirdisch gesucht und in den Gängen im Randbereich der Kolonie gelagert. Für den Winter sammeln die Tiere bis zu 3,5 kg Vorräte, sie halten keinen echten Winterschlaf. Die Fortpflanzung findet von Mai bis August statt mit meist zwei Würfen je Saison. Die Würfe sind relativ klein und umfassen meist nur drei Junge.

## Bestand und Gefährdung
Das Verbreitungsgebiet der Art ist klein und zumindest im südlichen Teil des Areals ist die Bestandsentwicklung aufgrund von Lebensraumzerstörung vermutlich rückläufig. Die Prometheus-Maus wird von der IUCN daher als Art der Vorwarnliste („near threatened“) geführt.

## Belege